# Stephen Decatur junior

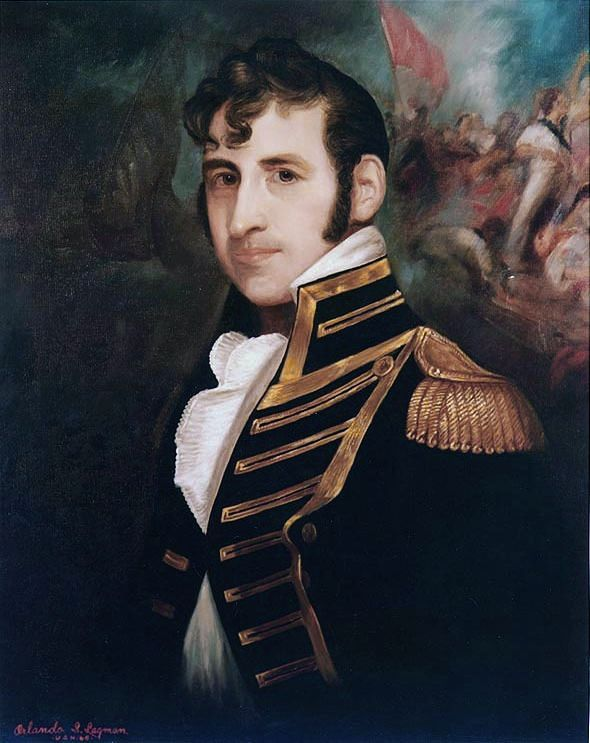
Stephen Decatur jun. (1820)

Stephen Decatur junior (dɪˈkeɪtər, * 5. Januar 1779 in Berlin, Maryland; † 22. März 1820 in Bladensburg, Maryland) war ein US-amerikanischer Marineoffizier. Er wurde für sein Wirken im  Amerikanisch-Tripolitanischen Krieg (1801–1805), dem Britisch-Amerikanischen Krieg 1812 und dem Zweiten Barbareskenkrieg 1815 bekannt.

## Familie

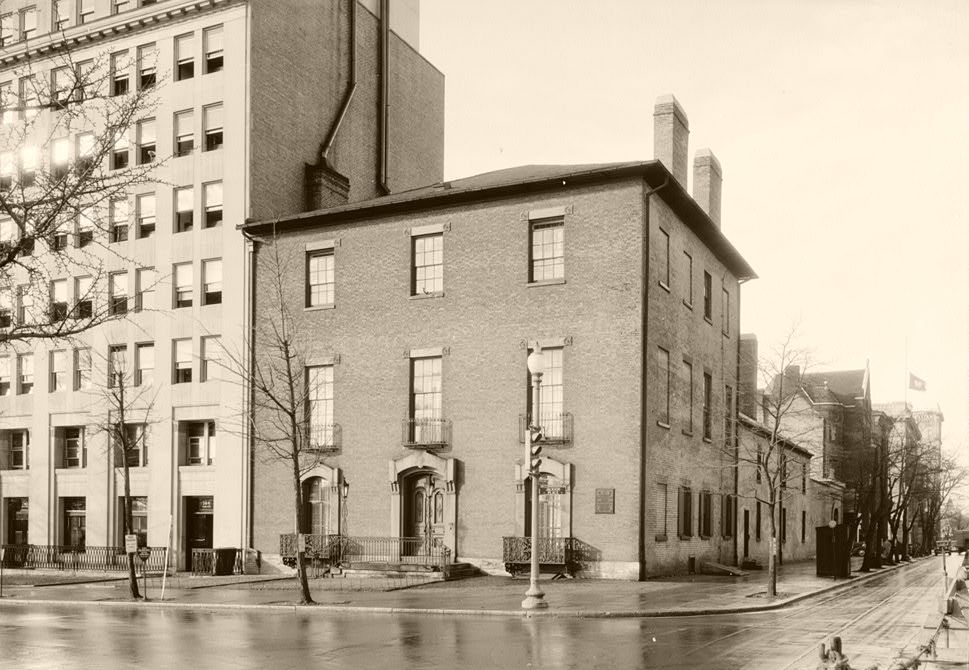
Decatur House (1976): Decaturs vom Architekten Benjamin Henry Latrobe entworfenes Wohnhaus (Washington D.C., 748 Jackson Pl., NW) ist heute ein Museum

Decaturs Vater Stephen Decatur sen. (1752–1808) war ebenfalls ein Offizier in der US-Marine, der am Amerikanischen Unabhängigkeitskrieg und am Quasi-Krieg teilnahm. Seine Mutter war Ann Pine († 1812). Decatur junior heiratete am 8. März 1806 Susan Wheeler, die Tochter des Bürgermeisters von Norfolk und lebte ab 1818 in Washington.

## Militärische Karriere

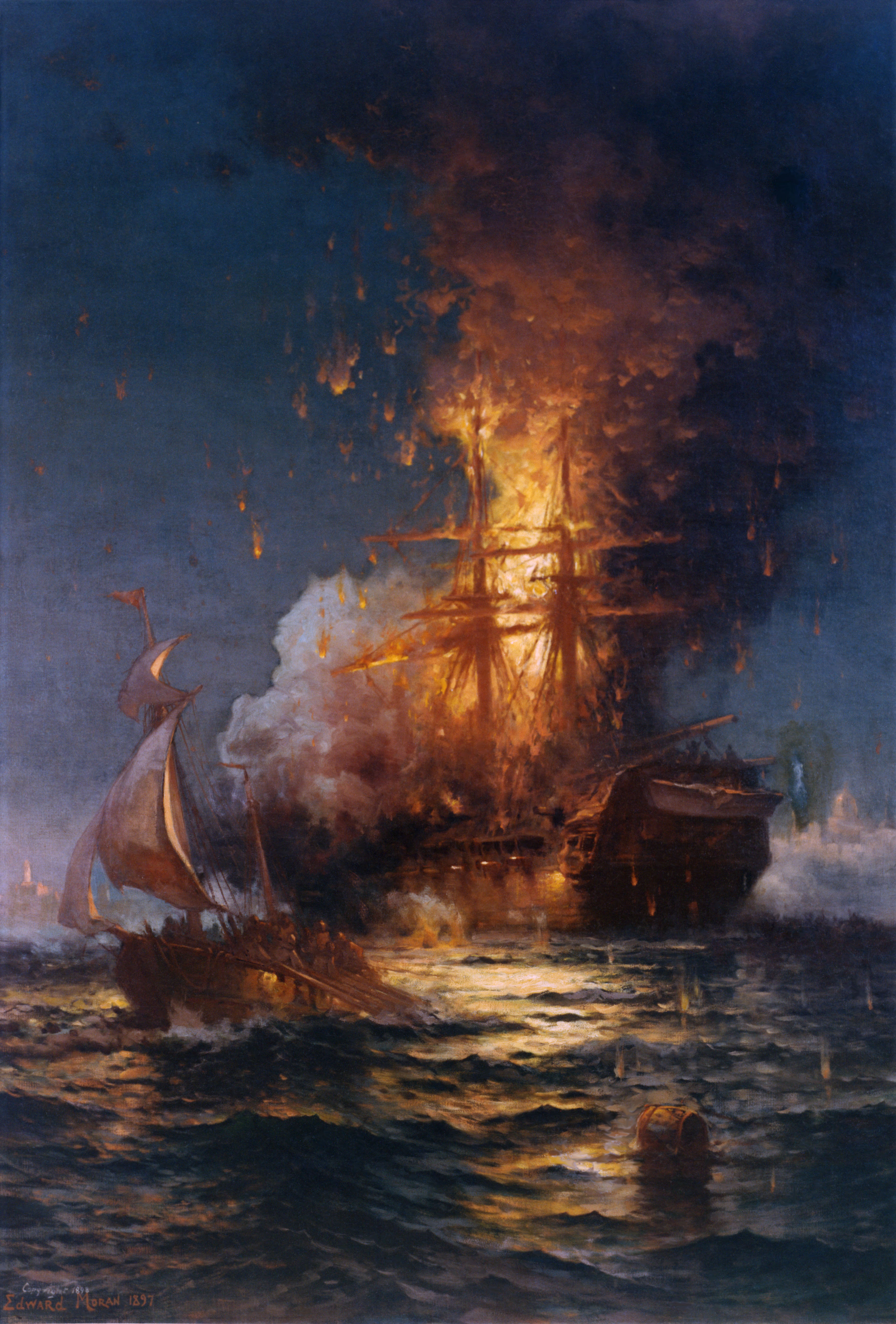
Edward Moran (1897) – Die brennende Fregatte USS Philadelphia im Hafen von Tripolis, 16. Februar 1804

Im Jahre 1798 trat Decatur als Seekadett (midshipman) auf der United States seinen Dienst bei der Marine an und wurde bereits 1799 zum Kapitänleutnant befördert. Er machte rasch Karriere und kommandierte die Kriegsschiffe Enterprise, Chesapeake, United States, President, Constitution und Guerriere.
Im Amerikanisch-Tripolitanischen Krieg hatten die Algerier die Fregatte Philadelphia gekapert und in den Hafen von Tripolis verbracht. Am 16. Februar 1804 gelang es einem kleinen Kontingent amerikanischer Seeleute unter der Führung von Leutnant Stephen Decatur Jr., in den Hafen von Tripolis einzudringen und die Philadelphia zu verbrennen, womit ihr Einsatz durch den Feind verhindert wurde. Aufgrund dieses Erfolges wurde er noch am selben Tag zum seinerzeit jüngsten Kapitän der amerikanischen Seestreitkräfte ernannt.
Während des Britisch-Amerikanischen Krieges (1812–1815) stieß Decatur mit dem Kriegsschiff United States am 25. Oktober des ersten Kriegsjahres südlich der Azoren auf die britische Macedonian. Decatur und seiner Besatzung gelang es, die Besatzung des britischen Schiffs niederzukämpfen, dieses provisorisch zu reparieren und mit ihm am 4. Dezember in den Hafen von New York einzulaufen. Dieser Erfolg machte ihn und seine Besatzung zu Nationalhelden. Er und seine Mannschaft erhielten besondere Danksagungen des Kongresses und von Präsident James Madison.
Im Jahr 1815 wurde Decatur mit einem Geschwader von zehn Schiffen ins Mittelmeer gesandt, um den ständigen Störungen des amerikanischen Schiffsverkehrs vor der Barbareskenküste endgültig ein Ende zu bereiten. In diesem zweiten Barbareskenkrieg machte Decatur kurzen Prozess mit dem Dey von Algier. Er hatte bereits zwei algerische Schiffe aufgebracht, darunter das des Hamidu Reis, und zwang jetzt den Dey unter Androhung des Beschusses der Stadt zur Unterzeichnung eines Friedensvertrages innerhalb von 48 Stunden. Nach dieser Kampagne, einem der ersten Beispiele von Kanonenbootpolitik, wurde er als „Eroberer der Barbareskenstaaten“ berühmt.
In den Jahren zwischen 1816 und 1820 war er Mitglied im Board of Navy Commissioners, einer Einrichtung der Marine, die für die Materialverwaltung zuständig war. Während dieser Zeit beteiligte sich Decatur aktiv am Washingtoner Gesellschaftsleben. An einem Empfang brachte Decatur einen Trinkspruch aus, der später Berühmtheit erlangen sollte: „Unser Land! Bei seinen Beziehungen zu fremden Ländern möge es immer richtig liegen, aber ob richtig oder falsch – Unser Land!“ Dieser Trinkspruch wird oft als  „Mein Land, ob falsch oder richtig“ zitiert und fälschlicherweise als Motto der Außenpolitik der Vereinigten Staaten ausgegeben.

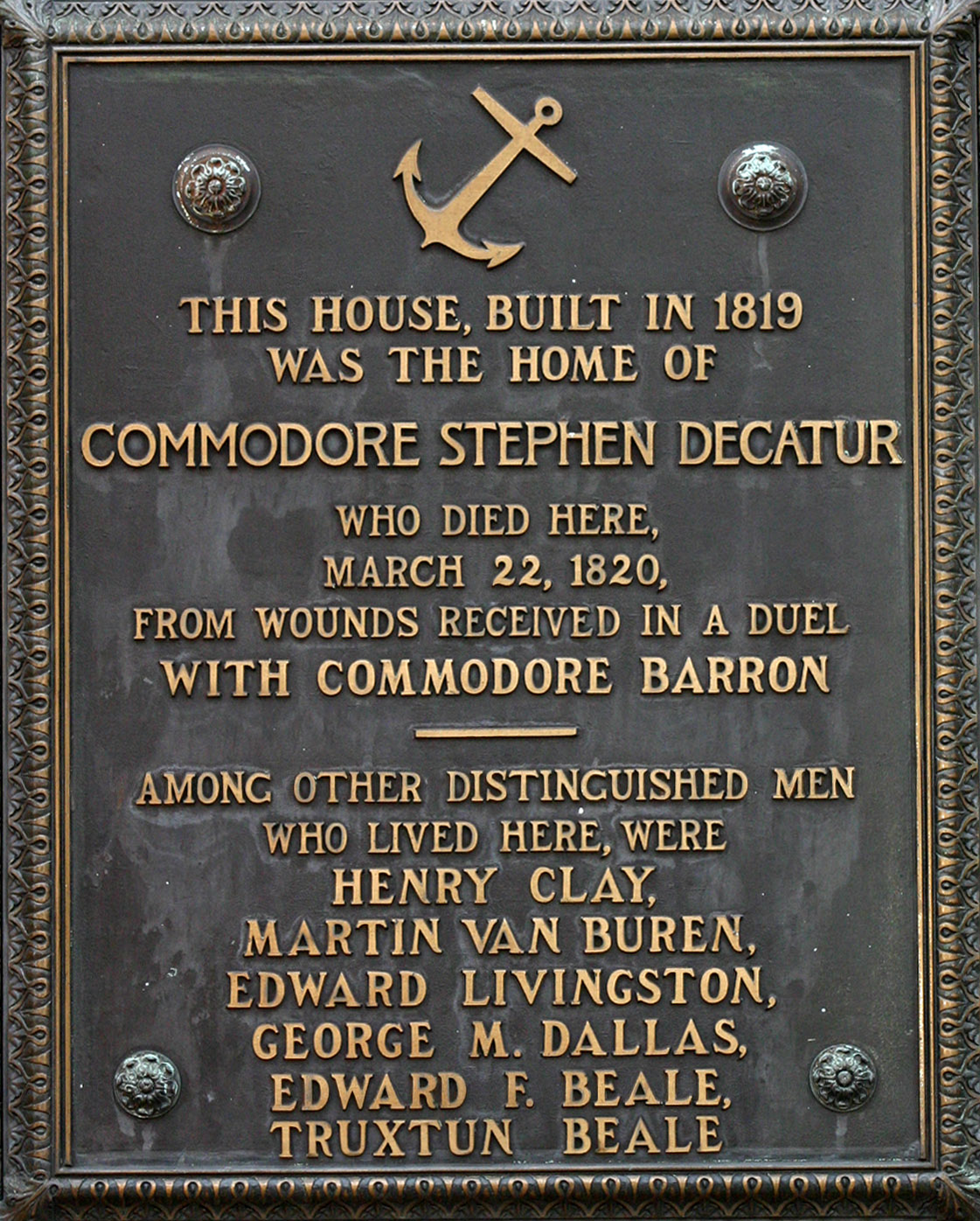
Gedenktafel am Decatur Haus

Decatur starb infolge eines Duells gegen den Commodore James Barron im Jahre 1820 nach einem Streit der beiden um die Chesapeake-Leopard-Affäre. Decatur starb auf den Bladensburg dueling grounds (heute Colmar Manor) bei Washington, D. C. Er ist seit 1846 in der St. Peter’s Church in Philadelphia neben seinen Eltern bestattet.

## Ehrungen
Fünf Schiffe der US-Marine (von 1840, 1902, 1922, 1956 und 1998) sowie 46 amerikanische Städte (darunter Decatur (Illinois) und Decatur (Georgia)) und Gemeinden wurden nach ihm benannt. Außerdem ist er auf den 20-Dollar-Silver Certificates abgebildet, die im Jahr 1886 ausgegeben wurden.